# Hrvatski nogometni kup 2006./07.
Hrvatski nogometni kup 2006./07. bio je šetnaesti Hrvatski nogometni kup. Naslov je branila Rijeka, a kup je osvojio nogometni klub Dinamo Zagreb.

## Pretkolo, 30. kolovoza
| Br. | Domaći sastav         | Rezultat     | Gostujući sastav                   |
| --- | --------------------- | ------------ | ---------------------------------- |
| 1   | Koprivnica            | 1:1, (6:5 p) | Metalac Osijek                     |
| 2   | Medulin 1921          | 2:3          | Vinogradar (Lokošin Dol – Mladina) |
| 3   | Mladost Ždralovi      | 4:0          | Samobor                            |
| 4   | Oriolik (Oriovac)     | 3:3, (4:5 p) | Hrvace                             |
| 5   | Križevci              | 6:2          | Slavonac CO Stari Perkovci         |
| 6   | Vodice                | 2:3          | Segesta Sisak                      |
| 7   | Graničar Županja      | 2:2, (2:4 p) | Croatia Sesvete                    |
| 8   | Vukovar '91           | 3:0          | Rudar Labin                        |
| 9   | Bratstvo Gornje Bazje | 0:1          | Karlovac                           |
| 10  | Nova Ves              | 0:5          | Grobničan Čavle                    |
| 11  | Dragovoljac Poličnik  | 1:3          | Novalja                            |
| 12  | Konavljanin Čilipi    | 4:0          | Zagorec                            |
| 13  | Dinamo Palovec        | 0:0 (3:4 p)  | Đakovo                             |
| 14  | Međimurje Čakovec     | 2:0          | Slavija Pleternica                 |
| 15  | Bjelovar              | 3:2          | Moslavina Kutina                   |
| 16  | Lučko                 | 1:1 (5:6 p)  | Podravina Ludbreg                  |

## Šesnaestina završnice, 20. rujna
| Br. | Tim domaćin                        | Rezultat     | Gostujući tim               |
| --- | ---------------------------------- | ------------ | --------------------------- |
| 1   | Đakovo                             | 1:2          | Rijeka                      |
| 2   | Grobničan Čavle                    | 0:2          | Dinamo Zagreb               |
| 3   | Konavljanin Čilipi                 | 2:1          | Varteks Varaždin            |
| 4   | Mladost Ždralovi                   | 0:3          | Hajduk Split                |
| 5   | Križevci                           | 2:5          | Osijek                      |
| 6   | Hrvace                             | 1:1 (6:5 p)  | Pula Staro Češko            |
| 7   | Podravina Ludbreg                  | 1:4          | Kamen Ingrad Velika         |
| 8   | Karlovac                           | 0:1          | Cibalia Vinkovci            |
| 9   | Vukovar '91                        | 2:1          | Pomorac KOstrena            |
| 10  | Novalja                            | 0:4          | Zagreb                      |
| 11  | Koprivnica                         | 0:2          | Slaven Belupo Koprivnica    |
| 12  | Bjelovar                           | 0:3          | Inter Zaprešić              |
| 13  | Croatia Sesvete                    | 2:2, (5:6 p) | Belišće                     |
| 14  | Segesta Sisak                      | 3:1          | Zadar                       |
| 15  | Međimurje Čakovec                  | 1:4          | Šibenik                     |
| 16  | Vinogradar (Lokošin Dol – Mladina) | 1:1 (6:7 p)  | Hrvatski dragovoljac Zagreb |

## Osmina završnice, 24. – 25. listopada
| Br. | Domaći sastav        | Rezultat          | Gostujući sastav |
| --- | -------------------- | ----------------- | ---------------- |
| 1   | Hajduk Split         | 5:2 (pr)          | Belišće          |
| 2   | Inter Zaprešić       | 3:1               | Osijek           |
| 3   | Slaven Belupo        | 4:2               | Hrvace           |
| 4   | NK Zagreb            | 1:1 (pr), (5:3 p) | Kamen Ingrad     |
| 5   | Cibalia              | 2:0 (pr)          | Vukovar '91      |
| 6   | Hrvatski dragovoljac | 0:0 (pr), (3:5 p) | Rijeka           |
| 7   | Dinamo Zagreb        | 3:0               | Šibenik          |
| 8   | Konavljanin          | 2:0               | Segesta          |

## Četvrtzavršnica, 21. – 22. studenog (28. studenog – 6. prosinca)
| Prva momčad    | Rez. | Druga momčad  | 1. ut. | 2. ut. |
| -------------- | ---- | ------------- | ------ | ------ |
| Cibalia        | 4:6  | Hajduk Split  | 2:3    | 2:3    |
| Inter Zaprešić | 2:4  | Dinamo Zagreb | 1:2    | 1:2    |
| Rijeka         | 4:3  | Konavljanin   | 3:1    | 1:2    |
| Slaven Belupo  | 9:2  | NK Zagreb     | 6:0    | 3:2    |

## Poluzavršnica

### Prve utakmice
| 14. ožujka 2007. |           |               |                                                                     |
| Rijeka           | 0:0       | Slaven Belupo | Kantrida, Rijeka Broj gledatelja: 4000 Sudac: Edo Trivković (Split) |
|                  | Izvještaj |               | Kantrida, Rijeka Broj gledatelja: 4000 Sudac: Edo Trivković (Split) |

| 14. ožujka 2007. |           |              |                                                                     |
| Dinamo Zagreb    | 1:0       | Hajduk Split | Maksimir, Zagreb Broj gledatelja: 15 000 Sudac: Ivan Bebek (Rijeka) |
| Vugrinec 40'     | Izvještaj |              | Maksimir, Zagreb Broj gledatelja: 15 000 Sudac: Ivan Bebek (Rijeka) |

### Druge utakmice
| 4. travnja 2007.                         |           |                             |                                                                                |
| Slaven Belupo                            | 3:2       | Rijeka                      | Gradski stadion, Koprivnica Broj gledatelja: 2000 Sudac: Ivan Novak (Varaždin) |
| Vručina 11' Kristić 31' Mumlek 58' (pen) | Izvještaj | Ah. Sharbini 73' Ivanov 80' | Gradski stadion, Koprivnica Broj gledatelja: 2000 Sudac: Ivan Novak (Varaždin) |

Slaven Belupo je pobijedio sa 3:2.
| 4. travnja 2007.                         |           |                      |                                                                     |
| Hajduk Split                             | 2:2       | Dinamo Zagreb        | Poljud, Split Broj gledatelja: 25 000 Sudac: Vlado Svilokos (Sisak) |
| Damjanović 39' Bartolović 45' Pelaić 88' | Izvještaj | Modrić 76' Tadić 90' | Poljud, Split Broj gledatelja: 25 000 Sudac: Vlado Svilokos (Sisak) |

Dinamo Zagreb je pobijedio sa 3:2.

## Završnica

### Prva utakmica
| 9. svibnja 2007.  |           |               |                                                   |
| Dinamo Zagreb     | 1:0       | Slaven Belupo | Maksimir, Zagreb Sudac: Ante Vučemilović (Osijek) |
| Eduardo 76' (pen) | Izvještaj |               | Maksimir, Zagreb Sudac: Ante Vučemilović (Osijek) |

### Druga utakmica
| 26. svibnja 2007. |           |                  |                                                        |
| Slaven Belupo     | 1:1       | Dinamo Zagreb    | Gradski stadion, Koprivnica Sudac: Ivan Bebek (Rijeka) |
| Mumlek 68' (pen)  | Izvještaj | Schildenfeld 89' | Gradski stadion, Koprivnica Sudac: Ivan Bebek (Rijeka) |

Dinamo Zagreb je pobijedio sa 2:1.

## Poveznice
- 1. HNL 2006./07.
- 2. HNL 2006./07.
- 3. HNL 2006./07.
- 4. HNL 2006./07.
- 5. rang HNL-a 2006./07.
- 6. rang HNL-a 2006./07.
- 7. rang HNL-a 2006./07.
- 8. rang HNL-a 2006./07.